# Osan-myeon, Iksan
Osan-myeon (koreanska: 오산면) är en socken i kommunen Iksan i provinsen Norra Jeolla i den centrala delen av Sydkorea, 180 km söder om huvudstaden Seoul.